# CPシステムII

ロゴタイプ

CPシステムII（シーピーシステム ツー）とは、1993年に『スーパーストリートファイターII』と共に出荷されたカプコン開発のアーケードゲーム用システム基板である。海外を中心にCPS-2と略されることがある。以降、記事中ではこの略称を用いる。

## 概要
CPS-2は、2種類のボードから成り立っている。
Aボード
JAMMAハーネスに接続し、またCPS-2用ゲームに共通の構成要素を含む。
Bボード
ゲーム本体が格納される。
A、Bのボードの関係は、基本的には家庭用ゲーム機とそのカートリッジの関係と同じものである。2種類のボードは出荷地域（リージョン）ごとに色分けされ、同じ色の組み合わせでないと使用できない。CPS-3と比べると、基板は非常に大きい。
CPS-2はプログラムROMを暗号化することでプロテクトされており、Bボードには復号キーを格納したバッテリーバックアップメモリが備わっている。だが電池が切れると復号キーがメモリから消失してしまい、暗号化されたプログラムをデコード出来ずゲームが実行できなくなる。電池切れを含めての故障は、メーカー側に送れば2万円程度で修理出来るシステムであった（2015年3月15日から2019年2月27日までは電池交換のみで、電池交換+セキュリティ書き込みで7,500円程度+送料）。ただし改造（個人による電池交換を含む）防止のために貼ってある封印のシールがないと、修理に応じないというシステムでもあった。『ヴァンパイア』以降、封印シールは廃止された。
後に発売されたCPS-3は電圧の許容幅が狭く、多少のオーバーでも故障の原因になってしまい、更にソフト変更時のインストールに時間がかかる仕様だった。それに対してCPS-2は、壊れにくく非常に安定したパフォーマンスを誇り、対応ソフトも多かった。
部品調達難に伴い、2015年3月31日（カプコンサービスセンター2015年3月14日到着分）に基板自体の修理サポートが終了した。継続されていたカートリッジの電池交換も、カプコンサービスセンターからセガ・ロジスティクスサービスへのアーケードゲームの修理サポート業務移管に伴い、2019年2月28日（カプコンサービスセンター2019年2月27日到着分）をもって終了した。これに伴い、基板自体が故障したり、セキュリティ・カートリッジの電池が切れた場合は完全に稼働不可となった（セガ・ロジスティクスサービスによるメーカーサポートも受けられない）。
Qサウンドロゴ画面
CPS-2には音声のサラウンド効果を演出するQサウンドのチップが内蔵されており、一部の後期作品を除きゲームのデモ画面ではQサウンドのロゴ画面が表示される。CPS-2のゲームの移植作品でも、パッケージやディスクのレーベル面にQサウンドのロゴが印刷されていたり、ゲーム中にQサウンドのロゴが表示されたりする。
Qサウンドロゴ画面では、ゆったりとした曲調の音楽とともに、画面上部に『QSOUND VIRTUAL AUDIO』のロゴ、画面中央にQサウンドの権利関係の英文、画面下部に『CAPCOM』のロゴが表示される。音楽は各作品でアレンジが異なり、また『ストリートファイターZERO3』と『プロギアの嵐』の2作品のみは共通して異なる曲が流れ、タクミコーポレーションとエイティング/ライジングが開発した作品は音楽は流れない。PlayStation 2の『ロックマン パワーバトルファイターズ』と『ストリートファイターZERO ファイターズ ジェネレーション』はBGMも含めてこの画面が再現されている。
Qサウンドの権利関係の英文は権利の変遷に合わせて大きく分けて3パターン存在し、またゲーム中で使われるフォントで表示される場合と、ロゴ画面用の独自のフォントで表示される場合がある。
英文の内容は以下の通り。
- パターン1：『スーパーストリートファイターII』で使用

```
QSound Chips have been developed by Archer
and incorporate Archer's proprietary QSound
sound enhancement technology
```

- パターン2：『ダンジョンズ&ドラゴンズ タワーオブドゥーム』から『X-MEN VS. STREET FIGHTER』まで使用

```
QSound Chips have been developed by QSound
and incorporate QSound's proprietary QSound
sound enhancement technology.
```

最後のピリオドがないパターンも存在する。
- パターン2.1：『スーパーストリートファイターIIX』で使用

```
QSound Chips have been developed by QSound
QSound and incorporate QSound's proprietary
QSound sound enhancecment technology.
```

3行目の『enhancecment』は原文ママ。2行目の最初に『QSound』の単語が追加されている。このゲーム以外にはこのパターンが存在しないため、文章が誤っている可能性がある。
- パターン2.2：『19XX -THE WAR AGAINST DESTINY-』と『グレート魔法大作戦』で使用

```
         QSound Chips
      have been developed
         by QSound and
incorporate QSound'sproprietary
         QSound sound
    enhancement technology.
```

4行目の『QSound'sproprietary』は原文ママ。縦画面の作品のため、改行が多くなっている。
- パターン3：『バトルサーキット』以降（『グレート魔法大作戦』を除く）で使用

```
QSound technology is protected by U.S.
patent Nos.5,105,462 and 5,208,860 and
numerous foreign patents.
QSound,Virtual Audio and the QSound logo
are trademarks of QSound Labs,Inc.
```

ミッチェル開発の作品にはロゴ画面が存在しない。

## リージョンカラー
- 青：アメリカ、カナダ、ヨーロッパ
- 緑：日本
- 橙：南アメリカ
- グレー：アジア
- 黄："Region 0"（レンタル専用）
- 黒："Region 0"（A・Bボード一体型）

## 仕様
- メインCPU：カプコンカスタム 68000 @ 16MHz
- サウンドCPU：ZiLog Z80 @ 8MHz
- サウンドチップ：Qサウンド @ 4MHz
- カラーパレット：32ビット
- 最大同時発色数：4,096色
- タイルあたりの色数：16（4ビット/ピクセル）
- オブジェクト数：900（16×16ピクセル）
- スクロール面数：3
- 解像度：384×224

## 作品リスト
断りが無いものは販売・開発共にカプコン。
| リリース日    | タイトル                                              | タイトル                                          | 備考 | 出典              |
| リリース日    | 日本版                                                | 海外版                                            | 備考 | 出典              |
| ------------- | ----------------------------------------------------- | ------------------------------------------------- | --- | ----------------- |
| 1993年10月    | スーパーストリートファイターII                        | Super Street Fighter II - The New Challengers     | | [ 6 ]             |
| 1994年1月     | ダンジョンズ&ドラゴンズ タワーオブドゥーム            | Dungeons & Dragons - Tower of Doom                | | [ 6 ]             |
| 1994年3月     | スーパーストリートファイターIIX                       | Super Street Fighter II Turbo                     | | [ 6 ]             |
| 1994年5月     | エイリアンVSプレデター                                | Alien vs. Predator                                | | [ 6 ]             |
| 1994年6月     | アルティメット エコロジー                             | Eco Fighters                                      | | [ 6 ]             |
| 1994年7月     | ヴァンパイア                                          | Darkstalkers - The Night Warriors                 | | [ 6 ]             |
| 1994年9月     | スーパーマッスルボマー                                | Ring of Destruction                               | | [ 6 ]             |
| 1994年10月    | パワード ギア                                         | Armored Warriors                                  | | [ 6 ]             |
| 1994年12月    | エックス・メン チルドレン オブ ジ アトム              | X-Men: Children of the Atom                       | | [ 6 ]             |
| 1995年3月     | ヴァンパイアハンター                                  | Night Warriors - Darkstalkers' Revenge            | | [ 6 ]             |
| 1995年4月     | サイバーボッツ                                        | Cyberbots - Fullmetal Madness                     | | [ 6 ]             |
| 1995年6月     | ストリートファイターZERO                              | Street Fighter Alpha                              | | [ 6 ]             |
| 1995年11月    | マーヴル・スーパーヒーローズ                          | Marvel Super Heroes                               | | [ 6 ]             |
| 1996年1月     | 19XX                                                  | 19XX - The War Against Destiny                    | | [ 6 ]             |
| 1996年2月     | ダンジョンズ&ドラゴンズ シャドーオーバーミスタラ      | Dungeons & Dragons - Shadow Over Mystara          | | [ 6 ]             |
| 1996年3月     | ストリートファイターZERO2                             | Street Fighter Alpha 2                            | | [ 6 ]             |
| 1996年6月     | スーパーパズルファイターIIX                           | Super Puzzle Fighter II Turbo                     | 『ぷにっきぃず』のシステムをベースとしたパズルゲーム。また、『ヴァンパイア』シリーズと『ストリートファイター』シリーズのクロスオーバー | [ 6 ] [ 7 ] [ 8 ] |
| 1996年8月     | ロックマン2・ザ・パワーファイターズ                   | Mega Man 2 - The Power Fighters                   | | [ 6 ]             |
| 1996年8月     | ストリートファイターZERO2 ALPHA                       | Street Fighter Zero 2 Alpha                       | | [ 6 ]             |
| 1996年9月     | クイズなないろDREAMS 虹色町の奇跡                     |                                                   | 国内のみ | [ 6 ]             |
| 1996年9月     | エックスメン VS. ストリートファイター                 | X-Men vs. Street Fighter                          | | [ 6 ]             |
| 1997年4月     | バトルサーキット                                      | Battle Circuit                                    | | [ 6 ]             |
| 1997年5月     | ヴァンパイアセイヴァー                                | Vampire Savior - The Lord of Vampire              | | [ 6 ]             |
| 1997年7月     | マーヴル・スーパーヒーローズ VS. ストリートファイター | Marvel Super Heroes vs. Street Fighter            | | [ 6 ]             |
| 1997年8月     | カプコンスポーツクラブ                                | Capcom Sports Club                                | | [ 6 ]             |
| 1997年9月     | ポケットファイター                                    | Super Gem Fighter - Mini Mix                      | | [ 6 ]             |
| 1997年9月     | ヴァンパイアセイヴァー2                               |                                                   | 国内のみ | [ 6 ]             |
| 1997年9月     | ヴァンパイアハンター2                                 |                                                   | 国内のみ | [ 6 ]             |
| 1998年2月     | マーヴル VS. カプコン                                 | Marvel vs. Capcom - Clash of Super Heroes         | | [ 6 ]             |
| 1998年7月     | ストリートファイターZERO3                             | Street Fighter Alpha 3                            | QサウンドロゴのBGM変更 | [ 6 ]             |
| 1999年3月10日 | ギガウイング                                          | Giga Wing                                         | 開発：タクミコーポレーション | [ 9 ]             |
| 2000年1月     | グレート魔法大作戦                                    | Dimahoo                                           | 開発：エイティング / ライジング |                   |
| 2000年6月     | マーズマトリックス                                    | Mars Matrix                                       | 開発：タクミコーポレーション |                   |
| 2000年9月     | 1944                                                  | 1944 - The Loop Master                            | 開発：エイティング / ライジング |                   |
| 2000年11月    | マイティ・パン                                        | Mighty Pang                                       | 開発：ミッチェル |                   |
| 2001年1月     | プロギアの嵐                                          | Progear                                           | 開発：ケイブ |                   |
| 2001年2月     | パズループ2                                           | Puzz Loop 2                                       | 開発：ミッチェル |                   |
| 2001年11月    | 雀牌パズル 長江                                       |                                                   | 開発：ミッチェル 国内のみ |                   |
| 2003年12月    | ハイパーストリートファイターII                        | Hyper Street Fighter II - The Anniversary Edition | |                   |

## 備考
CPS-1とCPS-2はいずれもゲームのスコアランキングを保存することはできない（電源投入やリセット時にランキングが初期化される）。